# 당신이 한번도 보지못한 개그콘서트
《당신이 한번도 보지못한 개그콘서트》는 《개그콘서트》 정규 방송에서 방송되지 못한 코너들을 재조명하는 특집 프로그램이다.
시청자의 좋은 반응을 이끌어낸 코너는 정규방송에 편성된다.

## 방영 목록
- 굵은글씨는 정규편성된 코너이다.

### 2013년 2월 11일 (설날)
진행 : 윤종신, 장항준, 김기열, 박영진
- 모던보이 (2012.9.12) - 김기리, 서태훈, 박소라, 임우일, 송필근, 김회경 외
- EBS 드라마 (2010.10.27) - 신보라, 송준근, 김대범, 김기리
- 노력의 결정체 (2012.10.10) - 권재관, 김지호, 이찬, 김진철, 김현기, 김기리, 안일권
- 버티고[2] (2013.1.23) - 김지호, 허안나, 류정남, 김장군, 이성동, 권재관, 이수지
- 승승맞장구 (2011.11.2) - 이광섭, 권재관, 조윤호, 유민상
- 둥이 딩이 (2012.9.19) - 안소미, 오나미, 이상민, 이상호, 이상훈
- 지구멸망 보고서 (2012.5.30) - 서태훈, 박영진, 황현희
- 소극장 배우들 (2011.11.30) - 김정훈, 김태원, 이문재, 김기열
- 배신자 (2012.11.7) - 송병철, 김대성, 이승윤
- 컴백 (2010.1.20) - 허경환, 송병철, 김대성, 김기열
- 썬이 (2011.8.17) - 박나래, 장도연, 김민경, 허안나, 허경환
- 그들만의 스타 (2011.11.9) - 김영희, 권미진, 박소영, 김지민, 임우일, 허경환

### 2013년 9월 19일 (추석1)
진행 : 박성호, 김준호, 윤종신, 김기열
- 달라스[3](2013.7.3) - 김지호, 김기리, 조윤호, 김장군
- 군대 온 걸[4] (2012.3.14) - 김경아, 조승희, 정명훈, 박소라, 허안나, 김혜선
- 월드 워 좀비 (2013.8.14) - 김성원, 정태호, 김장군, 조수연
- 메이킹 우먼쇼 (2013.7.17) - 허안나, 김영희, 정지민, 박소라
- 러브 아티스트스트스 (2013.4.10) - 허경환, 류근지, 서태훈
- 남극의 눈물 (2013.6.19) - 이승윤, 김대희, 이동윤

### 2014년 9월 9일 (추석2)
진행 : 조우종, 허경환, 김구라, 박성호, 김준호, 김대희, 김기열
- 이 부부가 사는 법 (2013.8.28) - 송왕호, 정범균, 신고은, 김대성, 이희경, 박지선, 박영진
- 트러블 과외 (2013.12.4) - 박소영, 김지민, 박성호
- 그래 이거야 (2013.11.20) - 임우일, 이상민, 정태호, 이동윤
- 초근접 현미경 (2014.5.28) - 곽범, 박영진, 송병철, 김지호, 김기열, 이종훈
- 사람 일은 모른다 (2013.10.23) - 홍예슬, 정해철, 양상국, 류정남, 정태호
- 음모론 (2014.7.30) - 김기열, 홍훤, 김니나, 김기리, 오기환

#### 한번도 보지못한 NG
- 676회 : '멘붕스쿨' 코너에서 박성호가 대사를 까먹었다.
- 700회 : '씁쓸한 인생' 코너에서 김준호가 문제와 문재를 헷갈려했다.
- 578회 : '선생 김봉투' 코너에서 박지선이 유민상 위에 올라서는 상황에서 미끄러지고, 또한 양상국이 대사가 버벅거렸다.
- 646회 : '교무회의' 코너에서 김대성이 마이크를 안찼다.
- 645회 : '네가지'  코너에서 영어에 약한 양상국이 버벅거렸다.
- 478회 : '로얄패밀리' 코너에서 송병철이 브리핑을 하는데 버벅거렸다.
- 755회 : '날 보러 와요' 코너에서 권재관이 날개를 펴는것과 노래를 부르는 부분에서 날개를 엉키거나 폈는데 다시 접혔고, 노래를 높게 잡았다.

## 같이 보기
- 개그콘서트 (KBS2)